# David Wood (Missionar)
David Wood (* 7. April 1976) ist ein US-amerikanischer evangelikaler Missionar und christlicher Apologet. Er ist bekannt für seine scharfe Kritik am Islam und am Atheismus, die er auf seinem YouTube-Kanal „Apologetics Roadshow“ (früher„Acts17Apologetics“)  verbreitet. Er betreibt den Blog Acts17 Apologetics und ist Mitglied der Society of Christian Philosophers und der Evangelical Philosophical Society.

## Frühes Leben und Bildung
David Wood wuchs nach eigenen Angaben bei seinen Eltern, zwei Alt-Hippies, und mit einem jüngeren Bruder in einer Wohnwagensiedlung („trailer park“) auf. Wood selbst beschreibt das Milieu seiner Kindheit und Jugend als typisch für die weiße Unterschicht, wörtlich als „White trash“, das von Armut, Bildungsferne, Drogen und Kriminalität geprägt war. Er sei im Grunde völlig areligiös erzogen worden. In seiner späteren Jugend sah und bezeichnete er sich als Atheisten, der moralische Werte als menschengemacht und sich selbst über diesen Werten stehend betrachtete. Er beging in dieser Zeit mehrere Straftaten, wie beispielsweise Einbrüche, und kam im Alter von 18 Jahren sogar an einen Punkt, an dem er versuchte, seinen Vater mit einem Hammer umzubringen.
Nach dem Versuch, seinem Vater das Leben zu nehmen, wurde bei ihm eine Dissoziale Persönlichkeitsstörung diagnostiziert und er wurde wegen schwerer Körperverletzung zu zehn Jahren Haft verurteilt. Während seines Aufenthalts im Gefängnis forderte er einen Mitgefangenen namens Randy, der ein gläubiger Christ war, zu Diskussionen über den christlichen Glauben heraus, indem er behauptete, dass Randy nur deshalb Christ sei, weil er in einer mehrheitlich christlichen Gesellschaft, nämlich den Vereinigten Staaten, aufgewachsen sei. Um auf die Diskussionsbeiträge von Randy antworten zu können, begann Wood die Bibel zu lesen, was jedoch im Jahre 1996 dazu führte, dass er selbst zum Christentum konvertierte und sich mit seinem Vater versöhnte.
Nach fünf Jahren Gefängnis wurde er im Jahre 2000 entlassen und begann an der Old Dominion University zu studieren und schloss dort mit einem Bachelor ab. Danach studierte er an der Fordham University und schloss seine Studien mit einem Ph.D. zum Thema Religionsphilosophie ab. Während er die Universität besuchte, wurde er von seinem Zimmergenossen Nabeel Qureshi, einem Ahmadiyya-Muslim, herausgefordert, zum Islam zu konvertieren. Wood untersuchte die islamischen Quellen. Darunter war die offizielle Biographie von Ibn Ishaq, die Hadith-Sammlungen Sahīh al-Buchārī und Sahīh Muslim sowie die Islamische Geschichtsschreibung von at-Tabarī. Er kam zu der Meinung, dass der Koran und das Beispiel Mohammeds nicht nur Gewalt in der Vergangenheit darstellten, sondern auch zur heutigen Gewalt aufrufen. Darum wurde er ein christlicher Apologet. Sein Zimmergenosse Nabeel Qureshi folgte ihm und wurde auch ein christlicher Apologet.

## Christliche Apologetik
Wood nimmt an vielen öffentlichen Debatten mit Muslimen und Atheisten teil. Diese finden normalerweise in einer öffentlichen Halle oder vor dem Publikum einer Universität statt. Er debattierte dabei auch mit dem islamischen sunnitischen Apologeten Shabir Ally. Wood wurde in einige ABN-Shows eingeladen. Dort debattierte er gegen den Islam und den Atheismus. Er erscheint regelmäßig auf dem Aramaic Broadcasting Network. Zudem betrieb er bis 2022 einen YouTube-Kanal mit dem Titel Acts17Apologetics mit 679.000 Abonnenten, in dem er sich vor allem kritisch mit dem Islam auseinandersetzte. Diesen Channel wollte er löschen, um nicht mehr „von Youtube kontrolliert“ zu sein, aber nach Protesten wird er wird jetzt als Hatun Tash DCCI Ministries fortgerführt. Woods zog es dagegen vor  über eine eigene Webseite zu publizieren. Mittlerweile werden die Inhalte wieder auf Youtube über den Kanal „Apologetics Roadshow" publiziert.
Wood äußerte sich gegen die Errichtung eines islamische Zentrums in 49–51 Park Place, ganz in der Nähe der Terroranschläge vom 11. September 2001. Er argumentierte, dass dieses Zentrum nicht dafür entworfen worden sei, um die Familien der Opfer des 11. Septembers zu ehren, sondern dass es ein Sieges-Symbol für den Islams sei. Der geplante Name des Zentrums, Cordoba House, sei eine Referenz an die islamische Eroberung Spaniens durch das Umayyaden-Kalifat, aus dem später das Kalifat von Córdoba hervorging. Wood war gegen die geplante Koranverbrennung 2010 des Predigers Terry Jones, die er mit der Koranverbrennung des Kalifen Uthman verglich.
Nachdem er auf einem arabischen Fest außerhalb von Dearborn, Illinois, wo sehr viele Araber und Muslime leben, islamkritische Meinungen geäußert hatte, wurde er von der örtlichen Polizei festgenommen und ihm wurde Landfriedensbruch vorgeworfen, was einige Medien-Aufmerksamkeit zur Folge hatte. Später wurde er jedoch freigesprochen. Im Mai 2013 wurde die Stadt Dearborn dazu verurteilt, drei Jahre lang eine öffentliche Entschuldigung auf ihrer Webseite zu zeigen. Außerdem wurde Wood und seinen Mitarbeitern eine Wiedergutmachung von 300.000 Dollar zugesprochen.
Im Jahre 2006 schrieb Wood eine längere, mehrere Kapitel umfassende kritische Rezension über die Arbeit von Richard Carrier, die er „Good ’n’ Senseless Without God: A Critical Review of Richard Carrier’s New Book, Sense & Goodness Without God“ nannte. Wood schrieb auch in verschiedenen Magazinen kritische Kommentare zu den Ansichten von Dan Barker.

## Persönliches Leben
Wood traf seine spätere Frau, die zu dieser Zeit Agnostikerin war, an der Universität. Sie haben fünf Söhne, von denen einer bereits als Jugendlicher verstarb.